# Abel Balderstone
Abel Balderstone Roumens (Ullastrell, 7 luglio 2000) è un ciclista su strada spagnolo che corre per il team Caja Rural-Seguros RGA; è professionista dal 2023.

## Palmarès
- 2023 (Caja Rural-Seguros RGA U23, otto vittorie)

1ª tappa Vuelta a Guadalentin (Águilas > Águilas, cronometro)
Classifica generale Vuelta a Guadalentin
Laukizko Udala
Premio San Pedro-Irun
Leintz Gatzaga
1ª tappa Vuelta a Madrid U-23 (Fuenlabrada > Fuenlabrada, cronometro)
2ª tappa Vuelta a Madrid U-23 (Buitrago del Lozoya > Buitrago del Lozoya)
Classifica generale Vuelta a Madrid U-23
- 2023 (Caja Rural-Seguros RGA, una vittoria)

1ª tappa GP Beiras e Serra da Estrela (Fundão > Guarda)
- 2024 (Caja Rural-Seguros RGA, una vittoria)

Clàssica Terres de l´Ebre
- 2025 (Caja Rural-Seguros RGA, una vittoria)

Campionati spagnoli, Prova a cronometro

### Altri successi
- 2022 (Caja Rural-Seguros RGA U23)

Classifica a punti Vuelta a Madrid U-23
Classifica scalatori Vuelta a Cantabria

## Piazzamenti

### Classiche monumento
- Vuelta a España

2023: 77°